# 27 (album)
27 – czwarty album solowy polskiego rapera Eldo. Wydawnictwo ukazało się 26 marca 2007 roku nakładem wytwórni muzycznej My Music. Produkcji nagrań podjęli się Flamaster, Kixnare, Daniel Drumz, Dena, Webber, Czarny oraz DJ Gris.
Nagrania dotarły do 6. miejsca listy OLiS. 

## Lista utworów
Opracowano na podstawie materiału źródłowego.
1. „Co słychać?” (produkcja: Flamaster) – 3:13
2. „27” (produkcja: Flamaster) – 2:54
3. „Szyk” (produkcja: Kixnare, gościnnie: Pjus) – 3:23[A]
4. „Noc, rap, samochód” (produkcja: Flamaster, gościnnie: Diox) – 4:02[B]
5. „Noc (skit)” (produkcja: Flamaster) – 1:21[C]
6. „Zamieć prawdę pod dywan” (produkcja: Kixnare) – 2:38
7. „Krew, pot, sperma i łzy” (produkcja: Flamaster) – 3:45
8. „Dzieciństwo” (produkcja: Flamaster) – 2:44
9. „I'm in Love” (produkcja Daniel Drumz) – 3:55[D]
10. „Styl, flow, oryginalność” (produkcja: Dena) – 3:00[E]
11. „Dany Drumz gra funk” (produkcja: Kixnare) – 2:31[F]
12. „Ferajny” (produkcja: Webber) – 3:50
13. „Spacer” (produkcja: Czarny HIFI) – 2:55
14. „Są rzeczy, których chciałbym nie pamiętać” (produkcja: Dena) – 2:20[G]
15. „Więcej” (produkcja: Flamaster) – 3:45
16. „Koniec” (produkcja: DJ Gris, Kixnare, scratche: DJ Gris) – 5:13[H]

Scratche: Daniel Drumz.
Notatki
- A^ W utworze wykorzystano sample m.in. z piosenek „When I'm in Your Arms” w wykonaniu The Dells i „Sound of Da Police” KRS-One[6].
- B^ W utworze wykorzystano sample z piosenki „Hop szklankę piwa” w wykonaniu Marka Grechuty[6].
- C^ W utworze wykorzystano sample z piosenki „The Hiatus” w wykonaniu Diamonda D[6].
- D^ W utworze wykorzystano sample m.in. z piosenki „I'm in Love” w wykonaniu The Dells i The Dramatics[6].
- E^ W utworze wykorzystano sample m.in. z piosenki „Strawberry Letter 23” w wykonaniu Shuggie Otisa[6].
- F^ W utworze wykorzystano sample m.in. z piosenki „Last Night Changed It All (I Really Had a Ball)” w wykonaniu Esthera Williamsa[6].
- G^ W utworze wykorzystano sample z piosenki „Trying to Get Over Losing You” w wykonaniu The Dramatics[6].
- H^ W utworze wykorzystano sample m.in. z piosenki „Top Billin'” w wykonaniu Audio Two[6].